# 勞赫山 (維內迪傑山脈)
47°2′44″N 12°25′43″E / 47.04556°N 12.42861°E

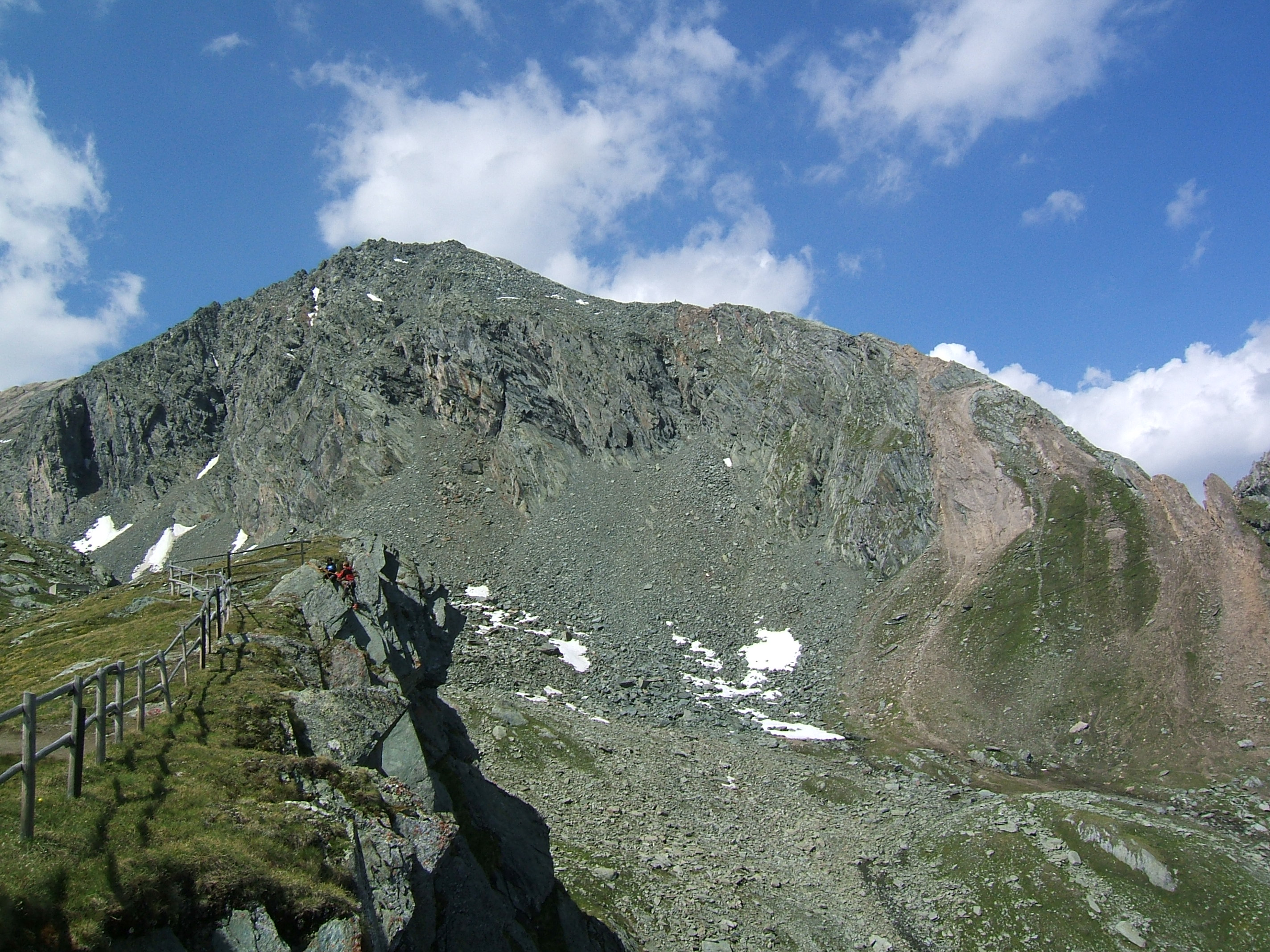

勞赫山（德語：Rauhkopf），是奧地利的山峰，位於該國西部，由蒂羅爾州負責管轄，屬於維內迪傑山脈的一部分，海拔高度3,070米，每年平均降雨量1,874毫米。